# 土地は併呑す可らず国事は改革す可し
「土地は併呑す可らず国事は改革す可し」（とちはへいどんすべからずこくじはかいかくすべし）は、新聞『時事新報』紙上に1894年（明治27年）7月5日に掲載された無署名の社説。朝鮮併合に反対し、朝鮮の内政改革は進めるべきと主張した。

## 執筆者
福澤諭吉が創刊した新聞『時事新報』の社説はほとんどが無署名であるため、執筆者の判定は難しい。『福沢諭吉の真実』の中で平山洋は社説を次のように分類している。
1. カテゴリーI：福澤が発案して執筆した「福澤真筆」
2. カテゴリーII：福澤が発案して弟子が執筆し福澤が添削した「福澤立案弟子起稿」
3. カテゴリーIII：弟子が発案して執筆し福澤が添削した「弟子立案福澤添削」
4. カテゴリーIV：弟子が発案して執筆した「弟子執筆」

本社説は大正版『福澤全集』にも昭和版『続福澤全集』にも収録されていないが、第二次世界大戦後に福澤の執筆した原稿が発見されたため、カテゴリーIであることが確定した。

## 内容
1894年（明治27年）の東学党の乱に対して、日本は朝鮮内の邦人保護のため兵力を用いるのは当然である。昔より強国と弱国が接するときには強国が弱国を併呑することがあった。日本が強国ならば朝鮮は弱国であるが、日本は朝鮮を併呑すべきではない。これは朝鮮が清国、ロシア、日本の間にあって緩衝地帯となっているためで、もし日本が朝鮮を併呑するようなことになれば、強国と強国が直接に接することになるからである。したがって、日本は朝鮮を併呑すべきではないが、朝鮮の内政改革は進めるべきである。

## 背景
1894年（明治27年）5月8日、朝鮮全羅道古阜郡で甲午農民戦争（東学党の乱）が発生した。5月31日、農民軍は全羅道の首府全州を占領した。朝鮮軍では事態の収拾が不能となったので、朝鮮政府は清国行使袁世凱に清国軍の派遣を要請した。天津条約に基づき、日本と清国のどちらかの軍隊が朝鮮に進駐した場合はもう一方の軍隊も進入してよいとされているので、日本も軍隊を派遣した。6月9日に大鳥圭介公使が仁川に上陸した。日本は清国に対して共同で内政改革をおこなうことを提案したが、清国は拒否した。それにより日本と清国との緊張が高まり、7月25日に豊島沖で両軍が交戦し、日清戦争が勃発した。

### 掲載前の社説
本社説の前日に掲載された社説に『兵力を用るの必要』」（『時事新報』1894年（明治27年）7月4日）がある。この社説も福澤の原稿が発見されているのでカテゴリーIである。
1894年（明治27年）の東学党の乱に対して、日本は朝鮮内の邦人保護のため兵力を用いるのは当然である。そもそも東学党の乱は生活に困窮した農民が起こしたもので、農民の困窮が続く限り、いつでもまた発生する恐れがある。これを鎮静するには、朝鮮に兵力を用いて威嚇する必要がある。

### 掲載後の社説
本社説の次の日に掲載された社説に『改革の着手は猶予す可らず』（『時事新報』1894年（明治27年）7月6日）がある。この社説も福澤の原稿が発見されているのでカテゴリーIである。
朝鮮に兵を進めて、最初にすることは朝鮮の内政を改革することである。外務大臣に権限を持たせて正常に外交ができるようにしなければならない。内外人の訴訟に関して、裁判法を設ける必要がある。法律を改正して実行するためには警察法も設けて憲兵や巡査の仕組みも作る必要がある。貨幣制度の設立、銀行の設立、宗教、海陸兵の制度、学校教育、衛生の仕組み、運輸・交通・道路・橋梁の整備など数百年の旧習を一掃すべきである。また、宮廷に出入りする宦官も廃止する必要がある。

## 評価
静岡県立大学国際関係学部助教の平山洋は、本社説が大正版『福澤全集』にも昭和版『続福澤全集』にも収録されていないことを重視して、以下のように主張している。
福澤諭吉に対する現在の二つの評価として、市民的自由主義者とみなす評価と絶対的侵略主義者とみなす評価があるが、後者は弟子の石河幹明が執筆した『福澤諭吉伝』（岩波書店）と昭和版『続福澤全集』（岩波書店）が発行されてから作られたものに過ぎない。石河は自身が執筆した『時事新報』論説を福澤のものとして『続福澤全集』に収録し、『福澤諭吉伝』の第3巻でその論説をもとにして絶対的侵略主義者としてのイメージを作り上げたのである。

平山によると、「開戦直前の1894年7月には石河によって24日分の社説（大正版に2編・昭和版に22編）が採録されているのに、後に福澤直筆草稿が発見されることになる7月4日と5日の社説だけは採られていないこと」に着目すれば、石河がたとえ福澤真筆の社説であっても、絶対的侵略主義者としてのイメージに合わないものは全集に収録しなかったことが立証されるのである。すなわち、平山によると、
「落とされている社説には、福澤の署名入り著作や書簡の内容とは整合するのに、石河の『福澤諭吉伝』の記述とは矛盾するものがあるからです。そうした社説の最たるものが、日清戦争直前の1894年7月5日に掲載された 「土地は併呑す可らず国事は改革す可し」です。この社説は日本による朝鮮併合を厳しく戒めたもので、それまで金玉均ら朝鮮独立党を強力に支援してきた福澤の言動と適合的です」
と述べて、本社説が福澤が市民的自由主義者とみなす評価には整合するが、絶対的侵略主義者とみなす評価には整合しないことを強調した。